# Зейбек, Уйгар Мерт
Уйгар Мерт Зейбек (тур. Uygar Mert Zeybek; родился 4 июня 1995 года в Османгази, Турция) — турецкий футболист, вингер клуба «Пендикспор», выступающий на правах аренды за «Сарыер».

## Клубная карьера
Зейбек — воспитанник клуба Фенербахче. 30 марта 2015 года в матче против Касимпаши он дебютировал в турецкой Суперлиге, заменив во втором тайме Эмре Белёзоглу. 13 января 2016 года в поединке Кубка Турции против «Гиресунспора» Уйгар забил свой первый гол за «Фенербахче».